# NGC 875
NGC 875 este o liner situată în constelația Balena. A fost descoperită în 26 septembrie 1865 de către William Herschel.